# Love Injected
A Love Injected (magyarul: Befecskendezett szerelem) a lett Aminata dala, amellyel Lettországot képviselte a 2015-ös Eurovíziós Dalfesztiválon, Bécsben. A dal a 2015. február 22-én rendezett lett nemzeti döntőben, a Supernovában megszerzett győzelemmel érdemelte ki a dalversenyen való indulás jogát.

## Eurovíziós Dalfesztivál

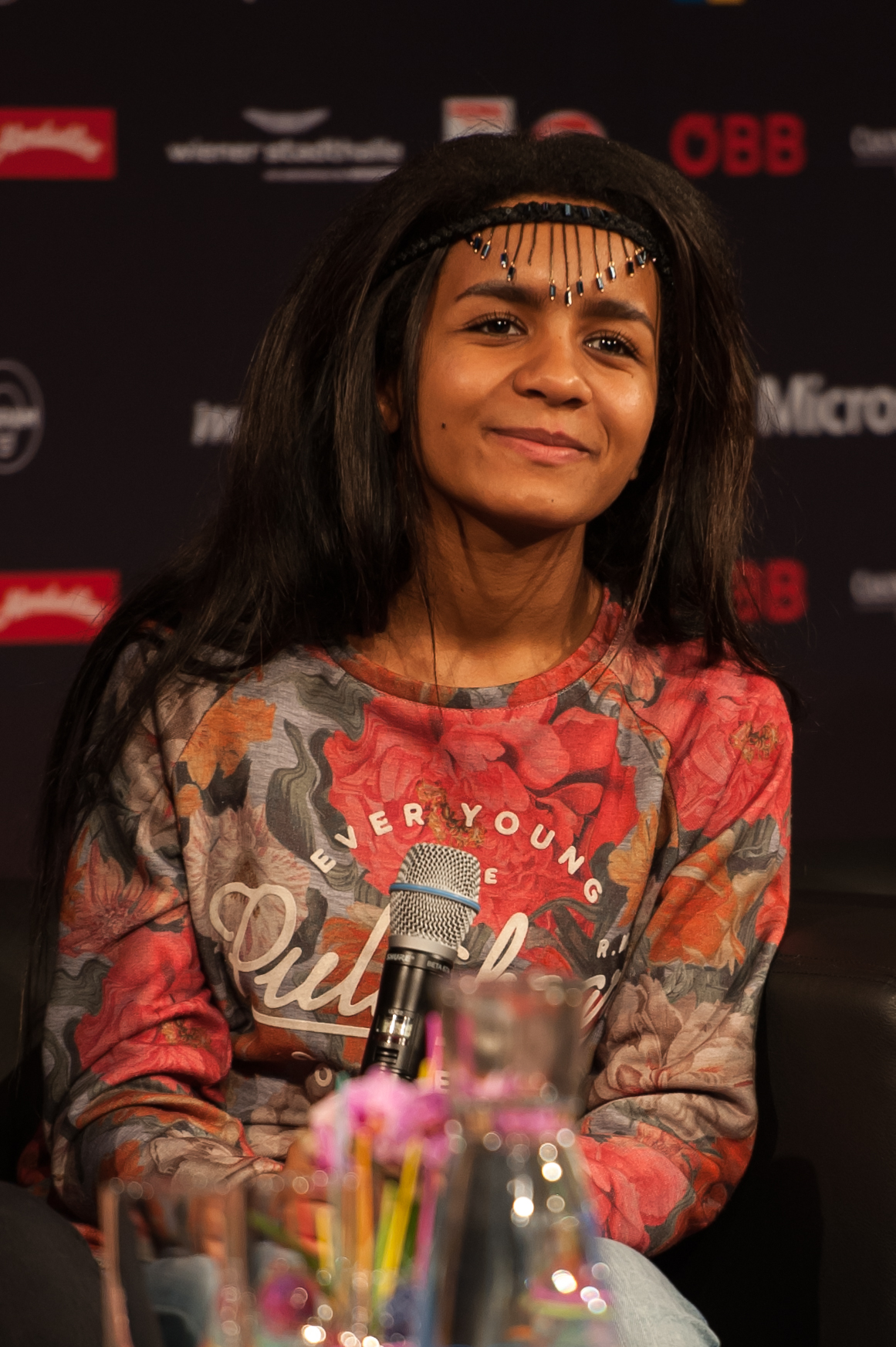
Aminata a dalfesztivál egyik sajtótájékoztatóján

2015. január 13-án vált hivatalossá, hogy az énekesnő ismét résztvevője a Supernova mezőnyének. Dalával az február 8-i második válogatóban versenyzett, ahonnan sikeresen továbbjutott a február 15-i elődöntőbe, majd a döntőbe. A február 22-én rendezett döntőben az interneten szavazók és a nézők szavazatai alapján megnyerte a válogatóműsort, így ő képviselhette hazáját az Eurovíziós Dalfesztiválon.
A dalfesztivál előtt Rigában, Amszterdamban és Londonban eurovíziós rendezvényeken népszerűsítette versenydalát.
Az Eurovíziós Dalfesztiválon a dalt először a május 21-én rendezett második elődöntőben adta elő fellépési sorrend szerint tizedikként az Izraelt képviselő Nadav Guedj Golden Boy című dala után és az Azerbajdzsánt képviselő Elnur Huseynov Hour of the Wolf című dala előtt. A dal második helyezettként továbbjutott az elődöntőből a május 23-i döntőbe, ezzel Lettország 2008 óta először lett döntős. Fellépési sorrendben tizenkilencedikként lépett fel, a Lengyelországot képviselő Monika Kuszyńska In the Name of Love című dala után és a Romániát képviselő Voltaj De la capăt című dala előtt. A szavazás során összesítésben hatodik helyen végzett 186 ponttal (Írországtól, Litvániától és San Marinótól maximális pontot kapott). Ez volt az ország 2006 óta elért legjobb eredménye, valamint negyedjére kerültek a legjobb tíz közé.
A következő lett induló Justs Heartbeat című dala volt a 2016-os Eurovíziós Dalfesztiválon.